# Trichoderma asperellum
Trichoderma asperellum är en svampart som beskrevs av Samuels, Lieckf. & Nirenberg 1999. Trichoderma asperellum ingår i släktet Trichoderma och familjen Hypocreaceae.   Inga underarter finns listade i Catalogue of Life.